# Cacia obsessa
Cacia obsessa är en skalbaggsart som beskrevs av Francis Polkinghorne Pascoe 1866. Cacia obsessa ingår i släktet Cacia och familjen långhorningar. Inga underarter finns listade.